# Мальфитано, Кэтрин
Кэтрин Мальфитано (англ. Catherine Malfitano, род. 18 апреля 1948, Нью-Йорк, США) — американская оперная певица (сопрано) и оперный режиссёр.

## Биография
Кэтрин Мальфитано родилась в 1948 году в Нью-Йорке, в семье скрипача и танцовщицы. В 1966 году она окончила Высшую школу музыки и искусств (High School of Music & Art), а в 1971 году — Манхэттенскую музыкальную школу. Дебют Кэтрин состоялся в Центральной городской опере (Central City Opera, Колорадо), а с 1972 по 1973 год она пела в Опере Миннесоты. Начиная с 1973 года Кэтрин выступала в Нью-Йоркской городской опере, а её европейский дебют состоялся в 1974 году на Голландском фестивале, в роли Сюзанны в «Женитьбе Фигаро».
В 1979 году Кэтрин Мальфитано впервые выступила в Метрополитен-опере, в 1982 году — в Венской опере, в 1984 году — в Парижской опере. На протяжении своей карьеры она выступала во всех крупнейших оперных театрах мира, включая театр Ла Скала, Королевский театр Ковент-Гарден, Берлинскую государственную оперу, Оперу Сан-Франциско, а также неоднократно принимала участие в Зальцбургском фестивале.
Кэтрин Мальфитано исполнила около 70 ведущих ролей в различных операх. Её репертуар весьма широк и разнообразен; она пела в операх Монтеверди, Глюка, Моцарта, Россини, Пуччини, Верди, Массне, а также Пуленка, Яначека, Вайля, Хампердинка, Менотти и пр. За своё исполнение заглавной роли в «Тоске» Пуччини она получила премию «Эмми». Певица также участвовала в ряде мировых премьер, в том числе опер Томаса Пасатьери и Уильяма Болкома.
С 2005 года Кэтрин Мальфитано занимается оперной режиссурой. В числе поставленных ею опер — «Мадам Баттерфляй» (Центральная городская опера, 2005), «Человеческий голос» (Ла Монне, 2006), «Тоска» (Гранд-Опера Флориды, 2008), «Риголетто» (Вашингтонская национальная опера, 2008), «Дон Жуан» (Опера Сан-Франциско, 2008) и пр.